# Оттерсвайер
Оттерсвайер (нем. Ottersweier) — община в Германии, в земле Баден-Вюртемберг. 

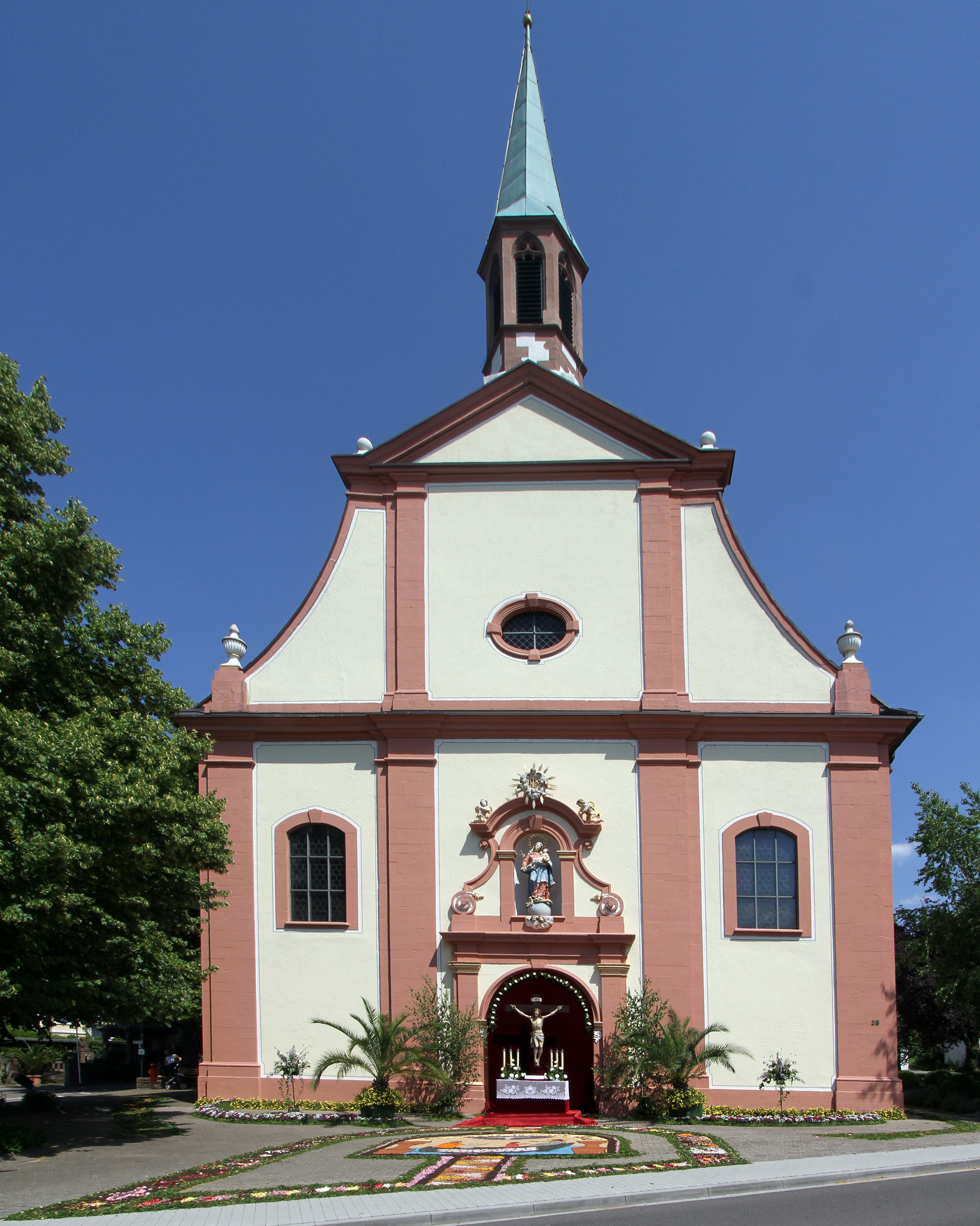

Подчиняется административному округу Карлсруэ. Входит в состав района Раштат.  Население составляет 6135 человек (на 31 декабря 2010 года). Занимает площадь 29,21 км².